# Distrito de Tarucachi

División política de Tacna.

El distrito peruano de Tarucachi es uno de los 8 distritos de la Provincia de Tarata, ubicada en el Departamento de Tacna, bajo la administración del Gobierno regional de Tacna, Perú.
Desde el punto de vista jerárquico de la Iglesia católica forma parte de la Diócesis de Tacna y Moquegua la cual, a su vez, pertenece a la Arquidiócesis de Arequipa.

## Historia
El distrito fue creado mediante Ley s/n del 12 de noviembre de 1874.
Su nombre viene de la palabra aimara "Taruca" que significa Venda y "Cachi Cachi" Planta silvestre del distrito. Pues cuenta la historia, que en dicho lugar había una pequeña plazuela en donde había una laguna y muchos alisos, y allí llegaban las Tarucas a tomar agua, y desde ahí que se fundó con el nombre de Tarucachi. 
Pero e la actualidad se le conoe como "Tarucachi tierra de las manzanas", ya que es uno de los distritos importantes que produce en gran cantidad los frutales de manzanas.

## Demografía
La población estimada en el año 2000 es de 434 habitantes (213 hombres, 221 mujeres).

## Autoridades

### Municipales
- 2019-2022
  - Alcalde: Juan Velasquez Limache

- 2015-2018
  - Alcalde: Jesús Melanio García Calizaya, de Acción Popular.
  - Regidores:

  1. Eufracio Salomon Ale Cutipa (Acción Popular)
  2. Sabina Calizaya Chura De Calizaya (Acción Popular)
  3. Thalia Del Carmen Acero Condori (Acción Popular)
  4. Claudia Maritza Zenton Mamani (Acción Popular)
  5. Jhudit Danni Cohaila Llaca (Movimiento Independiente Regional Fuerza Tacna)

## Festividades
- Carnavales
- San Pedro y San Pablo. (29 de junio)
- Santísima cruz de Poroma (3 de mayo)
- Virgen de la Candelaria (2 de febrero)

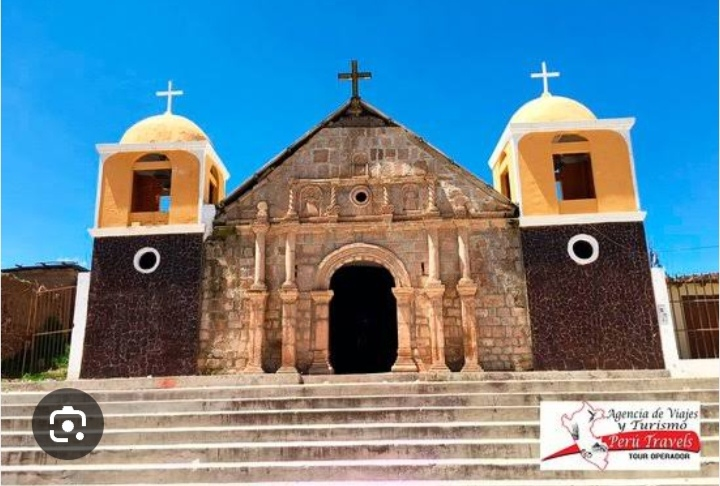
La iglesia de Tarucachi

- Virgen del Rosario (8 de octubre)

LA IGLESIA DE TARUCACHI 